# Episodi di Motherland: Fort Salem (prima stagione)
La prima stagione della serie televisiva Motherland: Fort Salem, composta da 10 episodi, è stata trasmessa sulla rete televisiva Freeform, dal 18 marzo al 20 maggio 2020.
In Italia la stagione è stata interamente pubblicata il 20 novembre 2020 su Prime Video.
| nº | Titolo originale   | Titolo italiano            | Prima TV USA   | Pubblicazione Italia |
| -- | ------------------ | -------------------------- | -------------- | -------------------- |
| 1  | Say the Words      | La chiamata                | 18 marzo 2020  | 20 novembre 2020     |
| 2  | My Witches         | Le mie streghe             | 25 marzo 2020  | 20 novembre 2020     |
| 3  | A Biddy's Life     | Una vita da anziana        | 1º aprile 2020 | 20 novembre 2020     |
| 4  | Hail Beltane       | Ave Beltane                | 8 aprile 2020  | 20 novembre 2020     |
| 5  | Bellweather Season | Il tempo delle Bellweather | 15 aprile 2020 | 20 novembre 2020     |
| 6  | Up is Down         | Dov'è Scylla?              | 22 aprile 2020 | 20 novembre 2020     |
| 7  | Mother Mycelium    | Madre mycelium             | 29 aprile 2020 | 20 novembre 2020     |
| 8  | Citydrop           | L'incursione               | 6 maggio 2020  | 20 novembre 2020     |
| 9  | Coup               | Colpo di stato             | 13 maggio 2020 | 20 novembre 2020     |
| 10 | Witchbomb          | L'esplosione               | 20 maggio 2020 | 20 novembre 2020     |

## La chiamata
- Titolo originale: Say the Words
- Diretto da: Steven A. Adelson
- Scritto da: Eliot Laurence

### Trama
Una ragazza, parte di un gruppo terroristico chiamato Spree, attacca un centro commerciale con un palloncino, uccidendo migliaia di persone, prima di dar fuoco alla sua faccia, cambiando il suo aspetto.
Raelle Collar è una giovane strega in grado di curare le persone, trasferendo su se stessa le loro sofferenze. Lei e altre due ragazze, Abigail Bellweather e Tally Craven, in quanto streghe, vengono arruolate nell'Esercito degli Stati Uniti. A Fort Salem, dove le tre sono di stanza, il generale Sarah Alder e il sergente Anacostia Quartermaine danno il benvenuto alle nuove reclute. Raelle viene quindi assegnata alla stessa unità di Tally e Abigail, ma si scontra subito con quest'ultima. Più tardi Tally rivela di essersi arruolata volontariamente, sentendolo come un suo dovere, mentre Raelle racconta della morte di sua madre. Successivamente Raelle incontra Scylla Ramshorn, un'altra cadetta. Abigail rimprovera Raelle di non prendere seriamente il proprio compito. Dopo l'allenamento, Raelle si imbatte nuovamente in Scylla, una necro: le due provano la salva, una sostanza che permette loro di volare, ma vengono subito scoperte da Anacostia, la quale consiglia Raelle di stare lontana da Scylla. Intanto Abigail chiede di essere riassegnata, ma il generale Alder rifiuta la sua richiesta. Raelle scopre che la madre di Abigail, Petra, potrebbe essere collegata con la morte di sua madre e per questo si scontra nuovamente con la compagna di unità. Anche Tally si arrabbia con Abigail per la sua richiesta di riassegnazione. Poi Raelle riceve dei consigli da Scylla e le due trascorrono la notte insieme: Abigail, per questo, rimprovera nuovamente Raelle. Nella sua camera, Scylla infiamma la sua faccia, nascondendo il volto della donna dell'attacco al centro commerciale, giusto in tempo prima che arrivi Raelle, per poi baciarla.
- Guest star: Diana Pavlovská (Willa Collar).
- Ascolti USA: telespettatori 462.000[4]

## Le mie streghe
- Titolo originale: My Witches
- Diretto da: Steven A. Adelson
- Scritto da: Eliot Laurence

### Trama
Nella camera di Scylla, Raelle chiede a quest'ultima qualcosa sulla sua famiglia, ma riceve per lo più risposte vaghe. Successivamente, arrivando tardi per l'ispezione, Raelle viene assegnata al turno di guardia. Sarah Alder aggiorna il presidente sulle informazioni che si hanno sulla Spree. Tally incontra una vecchia amica. Il generale Alder e Anacostia discutono a riguardo della visita del presidente e la Alder esprime interesse per l'unità Bellweather.
In allenamento, dove si sta imparando a creare uno scudo attraverso i vocalizzi, Abigail s'imbatte in Libba, una rivale di famiglia. Al servizio di guardia, Raelle incontra Helen Graves, una necro che le racconta che i genitori di Scylla sono stati uccisi in quanto disertori. Una volta che Raelle torna in camera, viene rivelato che Helen è in realtà Scylla. Dopo essersi dimostrate abili nella pratica, a varie unità, compresa quella delle tre protagoniste, viene concesso di partecipare al festival di Salem, senza supervisione. Intanto un plotone di streghe tenta di rintracciare la Spree, ma viene completamente ucciso, spingendo il gruppo di comando a pensare a misure più drastiche contro la Spree. Scylla incontra Raelle e le due passeggiano nel bosco, parlando della morte, per poi baciarsi. In un locale un attacco Spree si rivela solo uno scherzo, ma Tally attacca un uomo che se l'era presa con lei. Al termine dell'episodio viene rivelato che il compito di Scylla è quello di consegnare Raelle alla Spree.
- Guest star: Sheryl Lee Ralph (presidente Kelly Wade).
- Ascolti USA: telespettatori 379.000[5]

## Una vita da anziana
- Titolo originale: A Biddy's Life
- Diretto da: Amanda Tapping
- Scritto da: Brian Studler

### Trama
Le streghe di Fort Salem danno il benvenuto ai cadetti maschi, guidati dal Padre stregone, per il festival di Beltane, dove si celebra la sessualità. L'occhio di Tally cade su Gerit, un cadetto amico di Abigail.
La Spree intanto attacca una piscina, congelandola e uccidendo tutti i presenti.
Raelle incontra Porter, l'ex-fidanzato di Scylla, che l'avverte di non attaccarsi troppo a lei. Il generale Alder e i generali delle altre nazioni discutono sull'escalation di violenza della Spree. Qui viene rivelato che esiste la tribù nomade dei Tarim, in grave pericolo perché possiede dei potenti e segreti vocalizzi che non vuole rivelare a nessun esercito. Mentre Gerit e Tally si baciano, alla riunione, Sarah Alder si ammala e inizia a invecchiare rapidamente. Abigail discute con Libba su quale delle loro due antenate sia stata più decisiva in un'importante battaglia. Scylla, esplorando il museo con Raelle, le rivela che la sua famiglia e quella di Porter sono state uccise in quanto disertrici ed è per questo che sono state cancellate da ogni lista. Successivamente Porter fa visita a Scylla, accusandola di essere una Spree, ma quest'ultima lo spinge al suicidio, bisbigliandogli delle parole nell'orecchio. Viene inoltre rivelato che l'eterna giovinezza del generale Alder viene mantenuta grazie a varie ragazze che le donano la propria, divenendo anziane e unendosi via via al gruppo sempre al seguito del generale. Al termine dell'episodio, Raelle è testimone del suicidio di Porter e cerca di salvare il ragazzo.
- Guest star: Nick E. Tarabay (Padre stregone).
- Ascolti USA: telespettatori 341.000[6]

## Ave Beltane
- Titolo originale: Hail Beltane
- Diretto da: Haifaa al-Mansour
- Scritto da: Christopher Oscar Peña

### Trama
Petra e Sarah considerano la possibilità che la morte di Porter non sia un suicidio. Mentre si prepara per il Beltane, Tally riceve un messaggio da Gerit e, intanto, alle necro viene assegnato il compito di scoprire la causa della morte di Porter. Petra dice alla figlia Abigail di portare la sua unità al matrimonio della cugina. Mentre Raelle inizia ad avere visioni della morte di Porter, un amico del ragazzo, ringraziandola, le rivela che Porter, la notte che è morto, è andato a far visita a Scylla. Alle domande di Raelle, Scylla però tenta di scoraggiarla a indagare oltre. La notte di Beltane, Abigail s'intrattiene con due ragazzi, Tally con Gerit, mentre Raelle chiacchiera con Byron, un ragazzo anch'egli omosessuale appena conosciuto. Dopo Beltane, Scylla mente a Raelle sul perché ha incontrato Porter, ammettendo i suoi sentimenti per lei e baciandola. Scylla, infine, viene incaricata dalla Spree di farsi invitare al matrimonio della cugina di Abigail.
- Guest star: Nick E. Tarabay (Padre stregone).
- Ascolti USA: telespettatori 245.000[7]

## Il tempo delle Bellweather
- Titolo originale: Bellweather Season
- Diretto da: M. J. Bassett
- Scritto da: Joy Lusco

### Trama
L'unità Bellweather discute a riguardo del matrimonio di Charvel, la cugina di Abigail, a causa del fatto che Scylla non vi possa partecipare. Raelle, arrabbiata di ciò, si precipita fuori, dove incontra Scylla, per darle un regalo. Nonostante il divieto a parteciparvi, Scylla riesce comunque a infiltrarsi al matrimonio. Dopo aver ascoltato, per caso, alcune persone dubitare di come la Alder abbia gestito la Spree, Anacostia sgrida Scylla per essersi imbucata alla festa. Nel mentre Tally scopre che Gerit è fidanzato, mentre Abigail è scoraggiata, dopo aver capito che alla rettrice interessa solamente il suo cognome. Raelle si confronta con Petra a riguardo di sua madre, ma la donna ha solo complimenti per lei. Successivamente Abigail aiuta Charvel a cambiarsi e discute con lei del college militare. Tally scopre che Scylla è una Spree e corre a informare Anacostia. Nonostante gli ordini ricevuti, Scylla prende la decisione di restare a danzare con Raelle, rivelandole il suo amore, al posto di rapirla. Abigail va a vedere come sta Charvel, trovandola morta nel bagno, e intanto alcuni palloncini appaiono in cielo. Abigail e sua madre affrontano due membri della Spree che però si uccidono, dandosi alle fiamme. L'unità riesce a riunirsi, ma Raelle nota che Scylla è scomparsa.
- Guest star: Bernadette Beck (Charvel Bellweather).
- Ascolti USA: telespettatori 289.000[8]

## Dov'è Scylla?
- Titolo originale: Up is Down
- Diretto da: Rebecca Johnson
- Scritto da: Maria Maggenti

### Trama
Le necro, con Petra, scoprono che le civili morte nello stesso momento di Charvel sono tutte Bellweather. Le reclute imparano come usare la salva. Mentre Raelle si confronta con Anacostia per le ricerche di Scylla, Tally cerca di capire se Abigail stia bene. Successivamente Petra assegna alla figlia una guardia del corpo, Bridey. Raelle s'intrufola nell'area delle necro alla ricerca di Scylla, ma le viene detto che la ragazza è morta. Anacostia informa Tally di non rivelare a Raelle di Scylla. Abigail viene svegliata di soprassalto da un incubo, ma fa passare il tutto come un crampo alla gamba. Successivamente Raelle riceve un segno, sulla mano, da Scylla, confermando che la ragazza sia ancora viva. Dopo l'allenamento, Tally e Abigail scoprono che Raelle ha rubato la loro salva, per andare alla ricerca di Scylla. Le due perciò convincono Bridey ad accompagnarle alla spiaggia, dove trovano e confortano Raelle. Viene rivelato che Scylla è prigioniera a Fort Salem. Nel mentre un ragazzo di nome Adil, della tribù dei Tarim, giunge a Fort Salem, per essere aiutato a guarire sua sorella, Khalida, confrontandosi con il generale Alder che, in cambio, vorrebbe i loro vocalizzi.
- Guest star: Naiah Cummins (Bridey).
- Ascolti USA: telespettatori 324.000[9]

## Madre mycelium
- Titolo originale: Mother Mycelium
- Diretto da: Shannon Kohli
- Scritto da: Nicole Avenia e Nikki McCauley

### Trama
Abigail fa amicizia con Adil, chiedendo a Raelle se possa aiutarlo a guarire sua sorella Khalida. La ragazza riuscirà nell'intento, grazie al misterioso muro toccato nella sala necro. Tally intanto finisce nuovamente a letto con Gerit. Nella notte Anacostia porta Raelle nei sotterranei dove è rinchiusa Scylla, la quale dice all'amata di non credere a tutto ciò che le diranno su di lei. Dopo aver portato fuori Raelle, Anacostia, sfruttando la ragazza come l'unico punto debole di Scylla, riesce a penetrare nella mente di quest'ultima, scoprendo il nascondiglio della Spree. Anacostia rivela subito alla Alder la scoperta, affermando di vedere dei segni di pentimento in Scylla. Il generale Alder tenta di convincere Khalida a farsi dare gli incantesimi della sua tribù, ma la bambina si rifiuta, facendo appassire tutte le piante nelle vicinanze e facendo cadere a terra la Alder. La mattina Raelle si sveglia con la convinzione che Scylla sia ancora viva, ma le sue amiche le dicono di aver fatto solo un brutto sogno. Nel frattempo arriva Anacostia, annunciando l'inizio dell'Incursione, l'allenamento finale, conducendo le ragazze all'elicottero.
- Guest star: Nick E. Tarabay (Padre stregone).
- Ascolti USA: telespettatori 243.000[10]

## L'incursione
- Titolo originale: Citydrop
- Diretto da: David Grossman
- Scritto da: Eli Edelson e Joy Lusco

### Trama
Le streghe si gettano dall'elicottero per il loro addestramento finale. Tally, nella caduta, si fa male a una gamba e Raelle, nel curarla, scopre che le ha mentito riguardo a Scylla, infuriandosi. Anacostia dà il via all'addestramento che consiste nel rintracciare delle finte Spre e di catturarle. Nel mentre il generale Alder, con gli altri comandanti, avvia l'attacco contro il quartiere Spree, ma l'organizzazione riesce a fuggire, facendo esplodere il palazzo e uccidendo le streghe in missione. Le uniche in grado di bloccare la fuga della Spree sono le cadette che si trovano lì vicino per l'esame. Durante il blocco delle Spree in fuga, Raelle affronta una Spree con le sembianze di Scylla, mentre le altre tentano di bloccare un camion carico di esplosivo. Nel farlo le cadette uccideranno inconsapevolmente dei civili, nonostante Tally avesse avvisato Anacostia di ciò, ma il generale dà comunque l'ordine di agire. Le cadette riescono a vincere lo scontro, ma Libba perde la vita, gettando Abigail nello sconforto. Al termine dell'episodio il generale Alder annuncia la vittoria in televisione, mentendo sul fatto che ci fossero anche dei civili.
- Ascolti USA: telespettatori 267.000[11]

## Colpo di stato
- Titolo originale: Coup
- Diretto da: Steven A. Adelson
- Scritto da: Eliot Laurence e Maria Maggenti

### Trama
Sui monti Altaj, dove si nascondono i Tarim, viene ritrovato un gruppo di persone col collo lacerato, facendo supporre a Izadora un ritorno dei Camarilla, ma Sarah nega apertamente, affermando di aver ucciso secoli prima tutti i membri di quel gruppo. Anacostia, fidandosi della ragazza, vorrebbe utilizzare Scylla contro la Spree, ma la Alder si rifiuta categoricamente. Anacostia allora accompagna, per un'ultima visita, Raelle da Scylla, la quale dice alla ragazza di aver scelto lei e le rivela che nasconde dei grandi poteri. Raelle però se ne va via, lasciando Scylla in lacrime. Nel mentre Tally ha un rapporto con Gerit, ma vengono "scoperti" dalla fidanzata di lui, Hilary, che vuole avere un rapporto a tre, facendo arrabbiare Tally. Il presidente vuole annunciare in diretta televisiva che il generale Sarah Alder sarà sostituita nel suo incarico da Petra Bellweather, ma il generale prende il controllo del presidente, andando contro l'accordo di Salem, e annuncia la propria assegnazione dei pieni poteri per sconfiggere la Spree. Anacostia conforta Raelle, dicendole che l'unica cosa certa è che Scylla la ama, ma la ragazza le rivela di aver detto a Petra, e quindi al presidente, che Scylla è nascosta alla base. Anacostia dice allora alle ragazze che il generale ha manovrato il discorso, il che le mette in grave pericolo.
- Guest star: Sheryl Lee Ralph (presidente Kelly Wade).
- Ascolti USA: telespettatori 257.000[12]

## L'esplosione
- Titolo originale: Witchbomb
- Diretto da: Steven A. Adelson
- Scritto da: Eliot Laurence

### Trama
A una partita di calcio la Spree ipnotizza tutti i partecipanti, facendo loro affermare che il "loro antico nemico è tornato".
Concluso l'addestramento, Sarah consegna i diplomi, dove si annuncia chi potrà frequentare il college o chi verrà subito arruolato nell'esercito. Tutta l'unità Bellweather viene subito mandata sul fronte e la loro prima missione è quella di accompagnare il generale e Adil nel territorio dei Tarim, per poterli trarre in salvo. Dopo aver trovato e salvato i Tarim, durante la fuga, le streghe devono scontrarsi con i Camarilla e sono obbligate ad abbandonare Abigail e Raelle che sconfiggeranno i nemici con un potentissimo e sconosciuto incantesimo. Inoltre, dopo che un'anziana accompagnatrice del generale viene uccisa nello scontro, Tally si sente in dovere di sostituirla, donando la sua giovinezza a Sarah. Nel mentre, a Fort Salem, Anacostia libera Scylla e la segue fino al quartier generale della Spree, dove si scopre che il capo dell'organizzazione non è altri che la madre di Raelle.
- Guest star: Diana Pavlovská (Willa Collar), Naiah Cummins (Bridey).
- Ascolti USA: telespettatori 313.000[13]